# 6357 Glushko
A 6357 Glushko (ideiglenes jelöléssel 1976 SK3) a Naprendszer kisbolygóövében található aszteroida. Nyikolaj Sztyepanovics Csernih fedezte fel 1976. szeptember 24-én.